# Бексли (Сидней)
Бексли (англ. Bexley) — пригород на юге Сиднея, в штате Новый Южный Уэльс (Австралия). Бексли расположен в 14 километрах к югу от центрального делового района Сиднея, в районе местного самоуправления Бейсайд, и входит в состав региона Сент-Джордж.

## История
В 1822 году Чандлер купил ферму у Томаса Сильвестра, который получил землю в районе нынешнего пригорода Бексли примерно десятью годами ранее. В том же году он получил 1200 акров (490 га) земли, которая простиралась от нынешнего северного Бексли до Рокдейла и Когары. Джеймс Чандлер назвал пригород в честь места своего рождения, Бексли, которое находится на юго-востоке Лондона (Англия). На территорий поместья был густой лес, и проходящая через его центр дорога, по которой ездили лесорубы, сегодня называется Форест-роуд. Улицы Королевы Виктории, Гладстон-стрит и Биконсфилд-стрит посвящены королеве Великобритании и двум её премьер-министрам. Чандлер был уважаемым горожанином и стал известен как сквайр Бексли, но его владения привлекали разбойников, беглых заключенных и других маргинальных личностей. Чандлер был недоволен этим контингентом и в 1836 году продал землю Чарльзу Томпсону. Позже её купил Чарльз Тинделл, который в 1856 году начал делить землю на участки для строительства домов.
Лидхэм-Холл, старейшая сохранившаяся резиденция в этом районе, стоит на части первоначального земельного надела 1822 года. Джозеф Дэвис поселился в этом историческом доме в конце XIX века. Улицы Герберта и Фредерика названы в честь двух его сыновей. В честь Генри Кинсела была названа Кинсел-Гроув. В Бесборо, часть которого стала парком Бексли, проживал Джордж Прэдди.
Дик Стоун продавал мясо в Бексли и Рокдейле с 1868 года. Скотобойня Стоуна на Стоуни-Крик-Роуд начала работать в 1890-х годах. Крупный рогатый скот, овец и свиней перегоняли из Хоумбуша на скотобойни в Кингсгроув. В 1920 году скотобойни закрылись.
Всплеск развития начался после того, как в 1884 году была открыта железнодорожная линия до Херствилла. Двухъярусные вагонетки и хансом-кэбы перевозили пассажиров, а в 1909 году между Бексли и Арнклиффом курсировал паровой трамвай. В районе открылось множество трактиров, в том числе «Человек из Кента», «Робин Гуд», «Литтл Джон Инн» и «Хайбери Барн». 28 июня 1900 года район Бексли отделился от муниципалитета Херствилл и стал самостоятельным советом Бексли. В 1948 году Совет Бексли был объединен с Советом Рокдейла, образовав муниципалитет Рокдейл.

## Транспорт
В настоящее время Бексли обслуживается автобусами компаний Transit Systems, Transdev NSW и Punchbowl Bus Company. 13 октября 1909 года был открыт паровой трамвай, который ходил от железнодорожной станции Арнклифф через улицы Ферт и Доун, затем по улицам Вуллонгонг, Форест и Стоуни-Крик до парка Бексли, рядом с Преддис-роуд. Он был закрыт 1 января 1927 года.

## Население
По данным переписи населения 2016 года, в Бексли проживало 19 733 человека. 49,7 % опрошенных родились в Австралии. Следующими наиболее распространенными странами рождения были: Китай 6,9 %, Ливан 4,0 %, Македония 3,5 %, Греция 2,8 % и Новая Зеландия 1,8 %. 36,9 % людей говорили дома только на английском языке. Другие языки, на которых говорят дома, включали арабский 11,7 %, греческий 7,6 %, македонский 6,5 %, севернокитайский 6,3 % и кантонский 5,1 %. Наиболее распространёнными ответами на вопрос о верованиях были: католики — 21,2 %, атеисты — 16,7 %, православные — 15,9 %, ислам — 12,9 %.

### Знаменитости
Патриция Карлон — писательница, автор криминальной фантастики/триллеров.

## Галерея

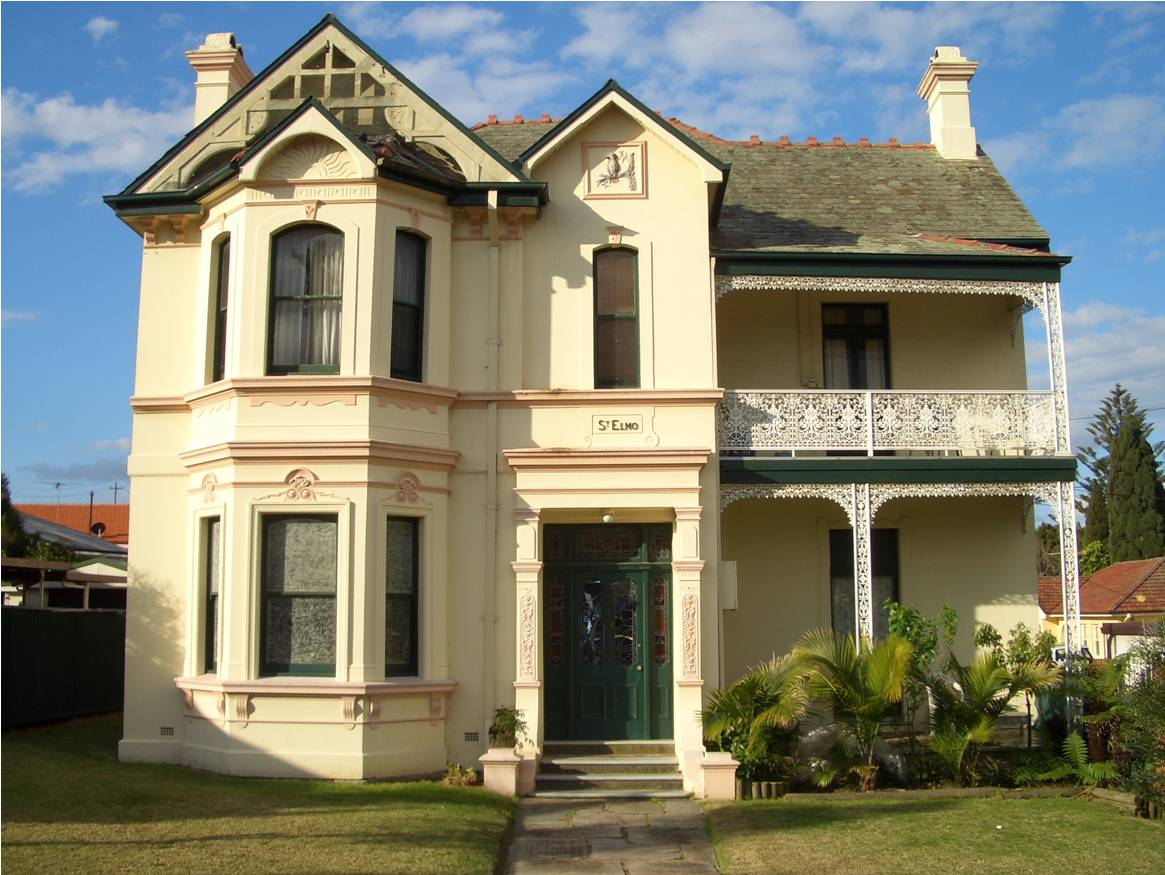
Сент-Элмо, Хэрроу-Роуд
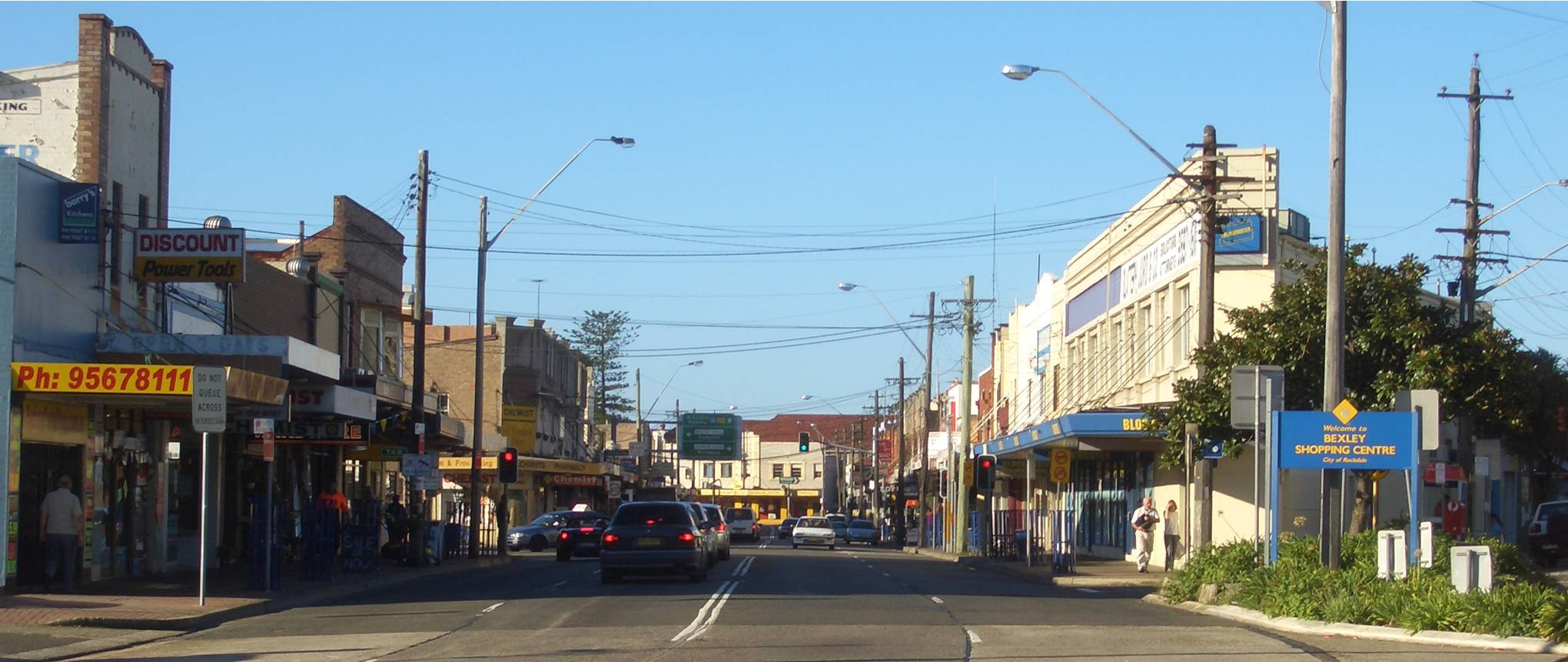
Торговый центр Бексли
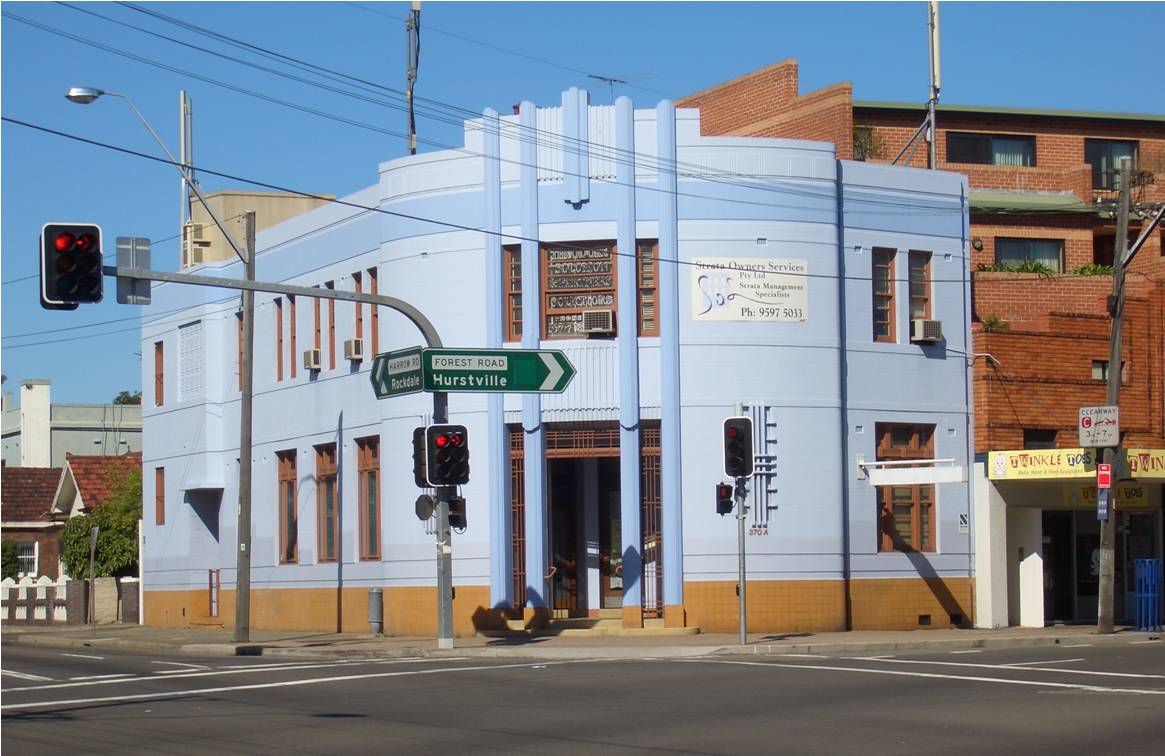
Бывший банк Содружества, Форест-Роуд
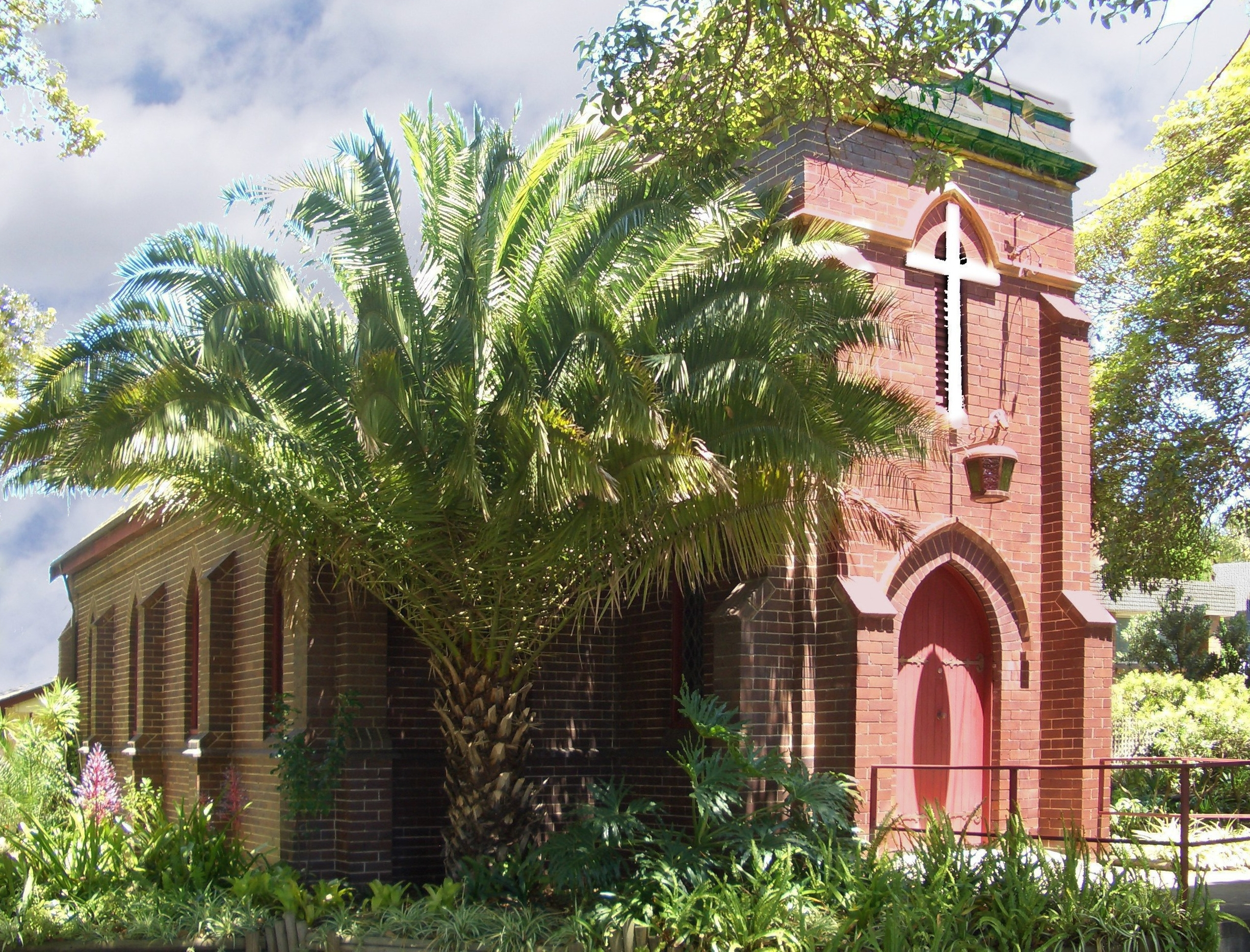
Церковь Конгрегационального братства Бексли, Армия спасения
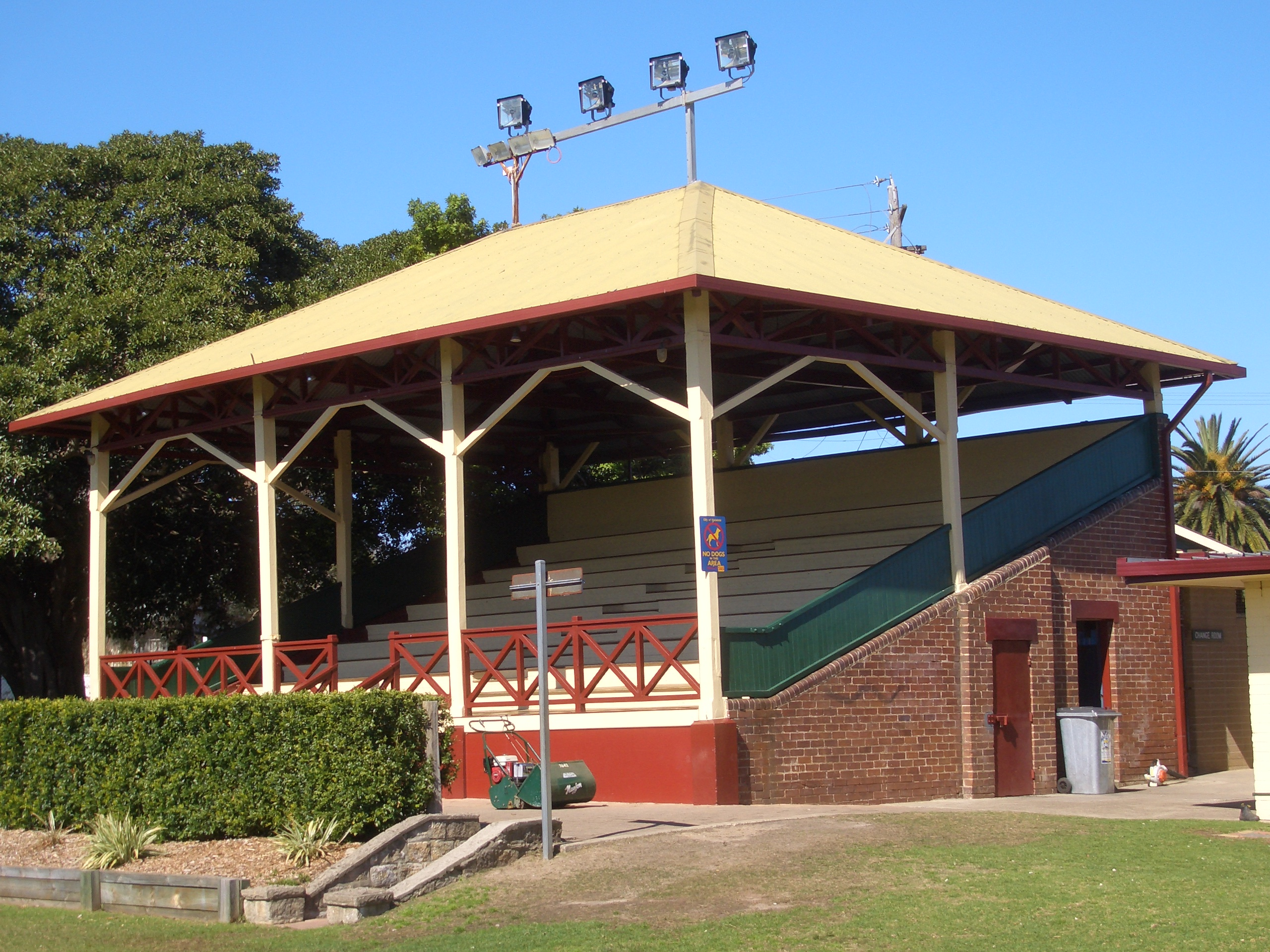
Трибуна в парке Бексли
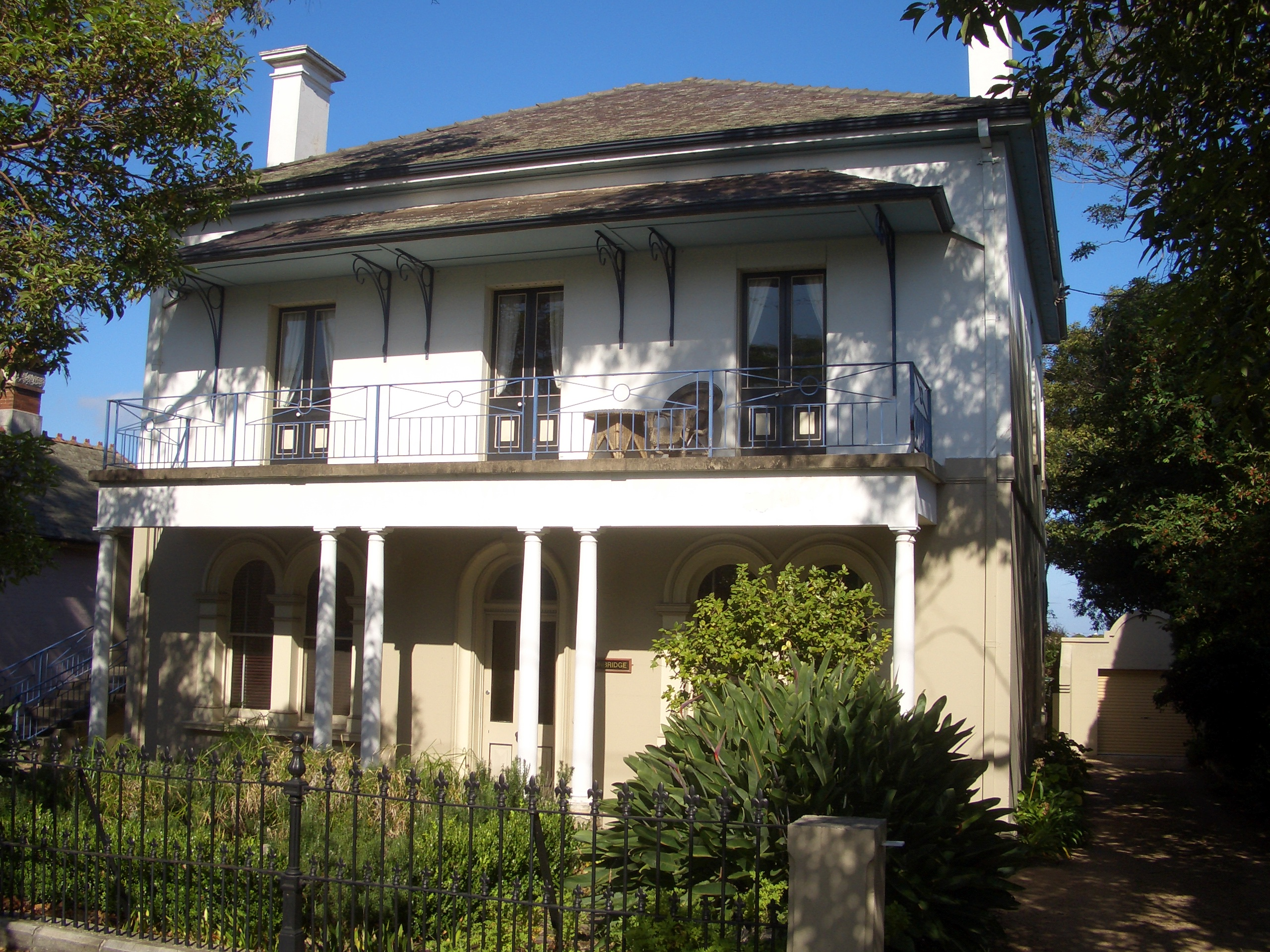
Двухэтажный дом, улица Гладстон
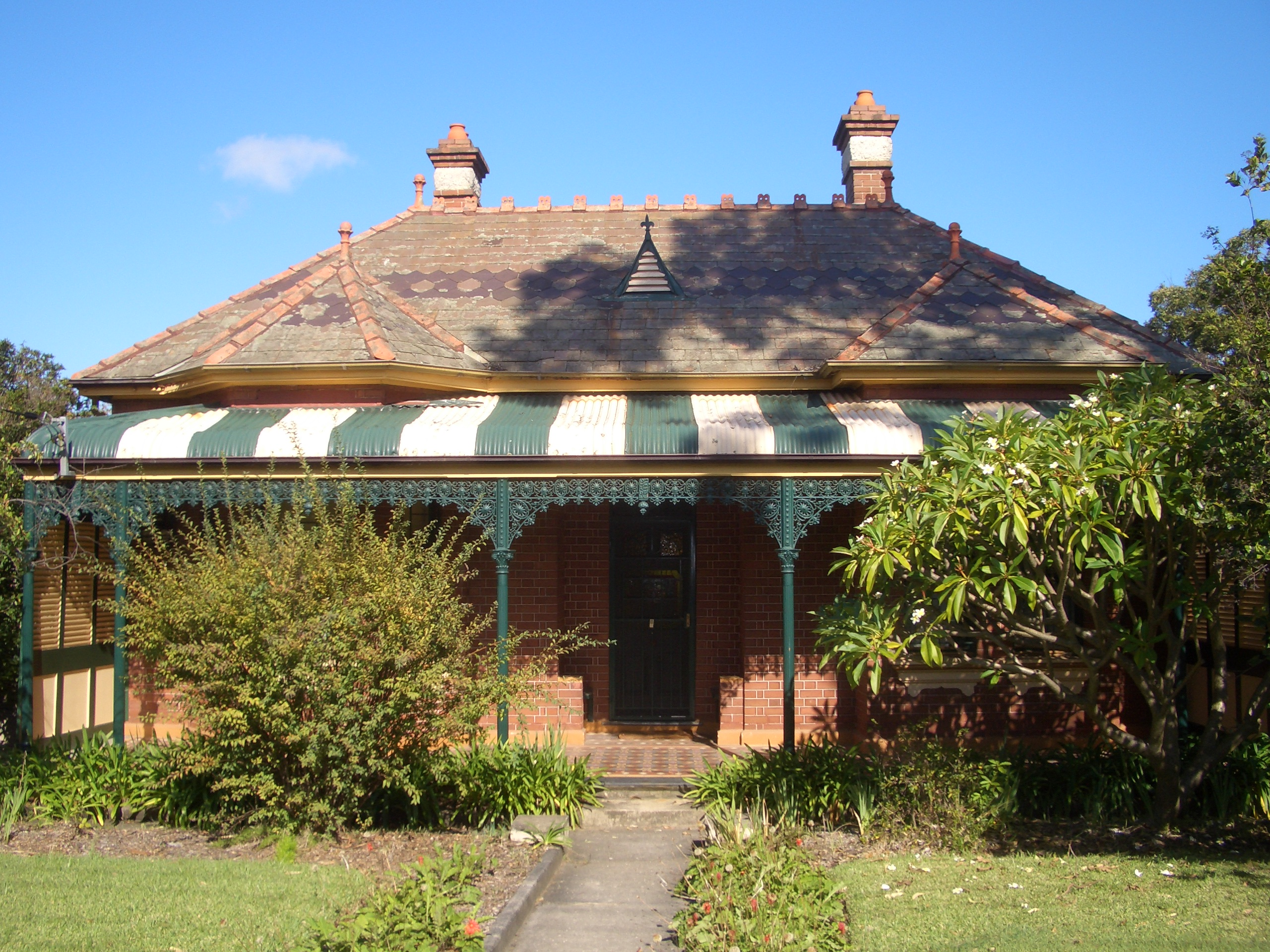
Одноэтажный коттедж в стиле федерации[англ.] с коваными деталями, Гладстон-стрит
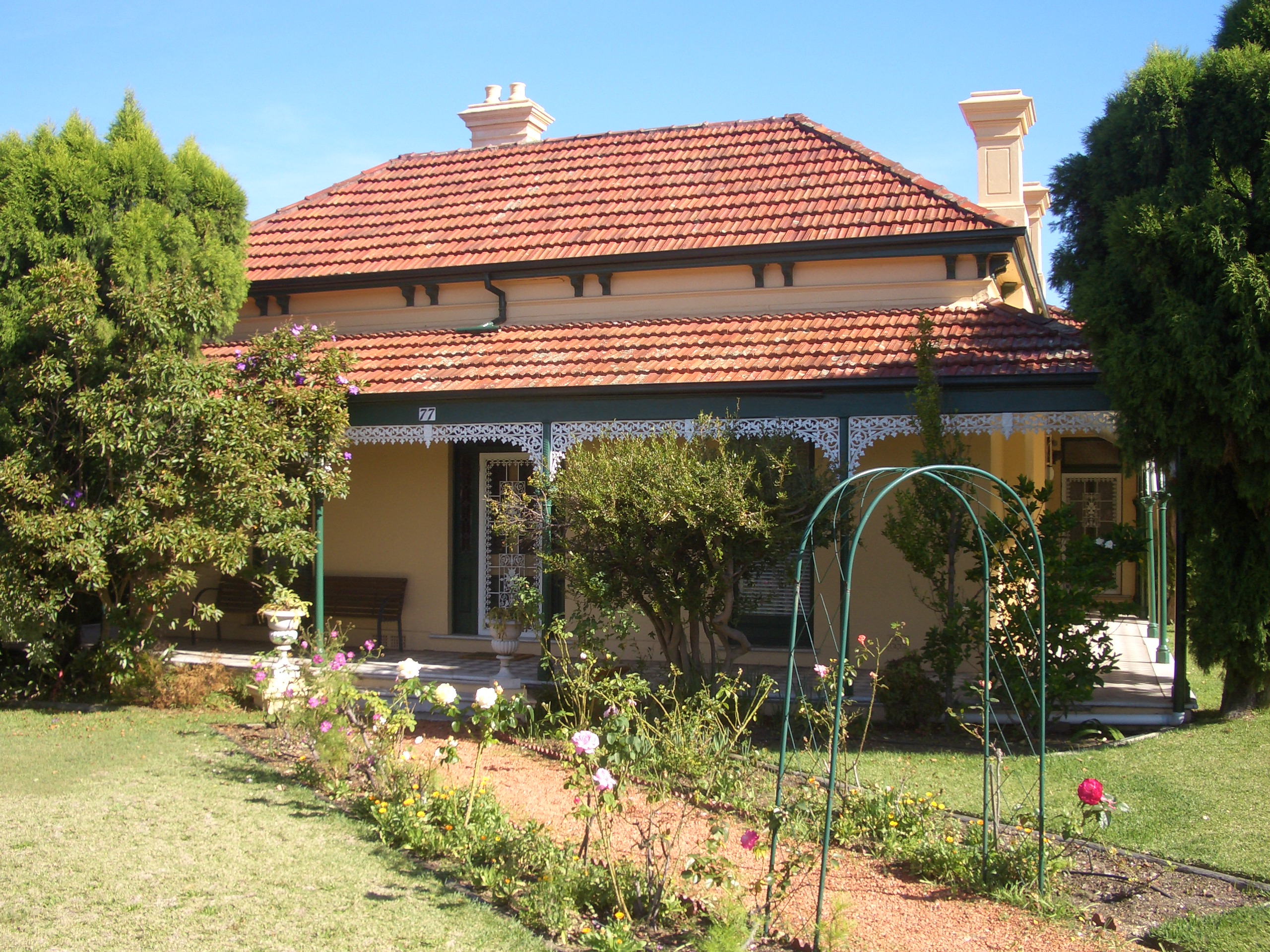
Коттедж с верандами и коваными деталями, Хэрроу-Роуд
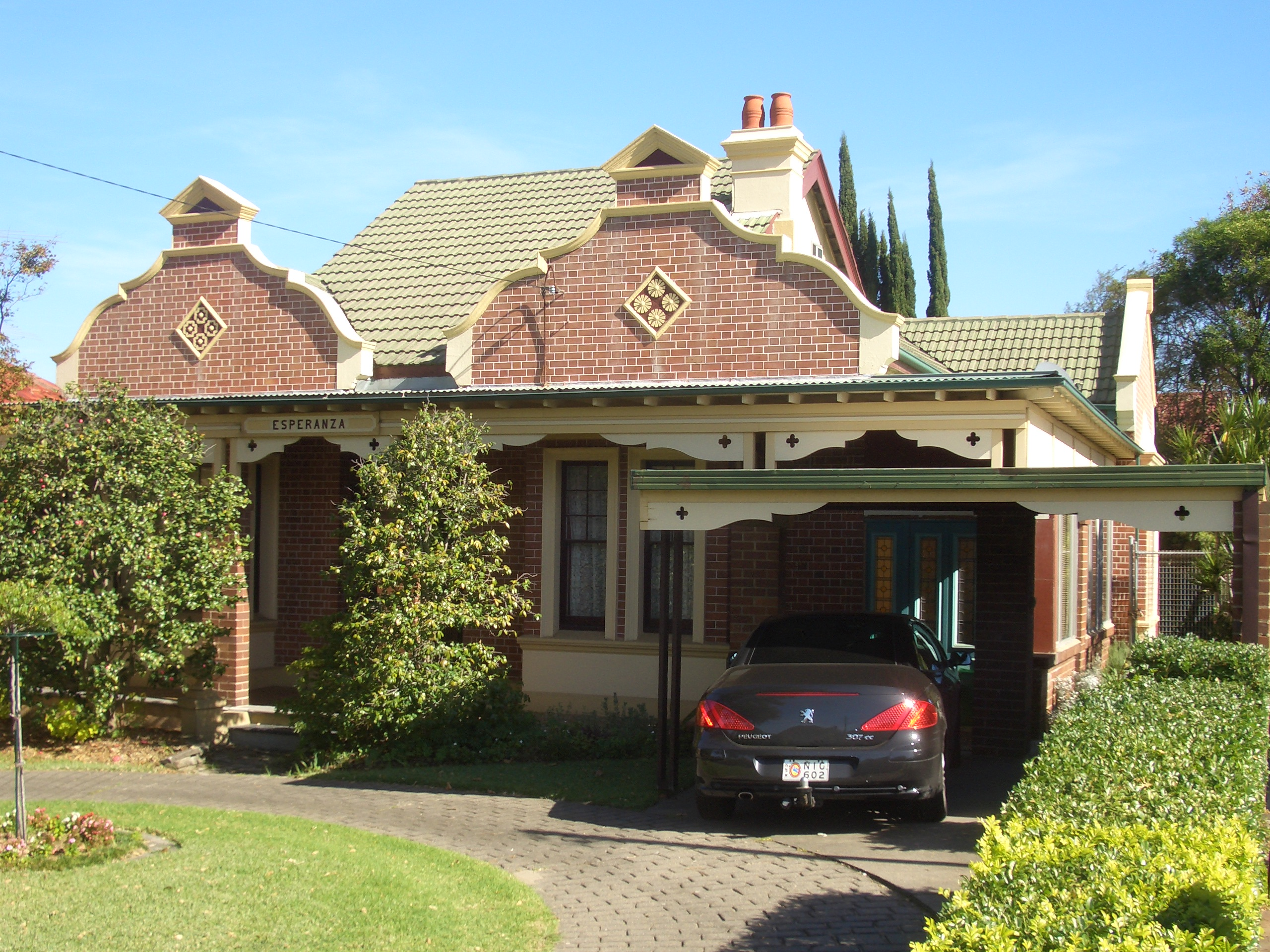
Эсперанса, Хэрроу-Роуд